# Prokarbazyna
Prokarbazyna (PCB) – organiczny związek chemiczny, lek przeciwnowotworowy, inhibitor replikacji DNA.
Blokuje wytwarzanie białek i DNA przez komórki nowotworu poprzez degradację matrycy DNA, co uniemożliwia im wzrost i namnażanie się.
Najczęstsze skutki uboczne:
- zmęczenie i osłabienie,
- zaburzenie funkcji krwiotwórczej szpiku kostnego (spadek liczby białych i czerwonych krwinek oraz płytek krwi),
- mdłości i wymioty oraz utrata apetytu,
- prokarbazyna reaguje z alkoholem i niektórymi produktami spożywczymi, powodując bóle głowy, trudności w oddychaniu, nadmierne pocenie, omdlenia,
- objawy podobne jak w przypadku grypy (gorączka, dreszcze, pocenie, ból),
- bezpłodność.

Wraz z PCB nie należy przyjmować jakichkolwiek dostępnych bez recepty leków bez wcześniejszej konsultacji z lekarzem. Prokarbazyna podobnie jak inne leki przeciwnowotworowe może mieć negatywny wpływ na rozwój płodu (wpływ teratogenny).